# 1945年の正月大会
1945年の正月大会（1945年のしょうがつたいかい）とは、日本野球報国会によって1945年1月1日から1月5日にかけて行われた、非公式の職業野球の大会である。
第二次世界大戦の前後にかけての時期に職業野球は年始に「正月大会」と銘打ったオープン戦を実施し、第二次世界大戦の戦況が悪化する1945年にも阪神軍の呼びかけによって正月大会が開催された。試合の内容は公式記録に残されておらず、大阪帝国大学附属医学専門部の学生で熱烈な若林忠志のファンであった伊藤利清によってすべての試合のスコアが記録されている。大会の存在はごく一部の人間にしか知られていなかったが、スコアをつけていた伊藤の存在を知った作家の鈴木明によって、はじめて光が当てられた。鈴木は『小説新潮』で発表した『分裂』の中で、試合が行われた最終日の1月5日を「プロ野球が死んだ日」と称した。

## 経緯
1944年11月に日本野球報国会がプロ野球の休止を発表した際、「在京球団の選手で希望するものは関西球団に委託」という旨が記されており、関西での試合は可能であると判断されていた。阪神軍常務の田中義一の呼びかけによって、阪神軍、産業軍、阪急軍、朝日軍の4球団27人の選手が集められ、甲子園球場と阪急西宮球場での試合の開催が企画された。阪神・産業の選手は「猛虎軍」、阪急・朝日の選手は「隼軍」に振り分けられ、近畿日本軍が「潜龍軍」として参加し、陸海空の三つ巴の試合を行うことが予定されていた。しかし、近畿日本軍は球団内のトラブルによって参戦を見合わせ、結局猛虎軍と隼軍の2チームのみが参加した。
各チームからは以下の27人の選手が出場した。参加した選手全員が5日間の試合すべてに参加できたわけではなく、連日のダブルヘッダーという日程もあって、内野手の酒沢が投手を務め、藤村が遊撃を守る場面もあった。
- 阪神軍：若林忠志、呉昌征、門前眞佐人、藤村富美男、本堂保次、川北逸三、金田正泰、中野道義
- 産業軍：藤野義登、金山次郎、松尾幸造、大沢紀三男
- 阪急軍：小暮英路、野口明、安田信夫、上田藤夫、三木久一、畑中時雄、西村正夫
- 朝日軍：内藤幸三、広田修三、菊矢吉男、井上義男、酒沢政夫、坪内道則、田中雅治

大会の開始に至るまでの手続き、軍部や憲兵隊の許可を得るための名目、許可の有無については判明していない。大会の開催にあたって大々的な宣伝は行われず、小さな新聞広告や口コミを介して伝えられた。また、宣伝用のポスターの隅には雨天、空襲・警戒警報発令の際に試合が延期されることが記されていた。
1月1日、甲子園球場には防空頭巾と鉄兜を携えた数百人の観客が集まった。当日の天候は晴れのち曇りで厳しい寒風が吹きつけ、観客には酒が振舞われた。天候に恵まれた3日は風もやみ、スタンドには2,000人以上の観客が集まっていた。第一試合、5回表が終了した時点で3-3の同点、5回裏に猛虎軍は1番打者の塚本博睦のセンター前2点タイムリーヒットで勝ち越すが、直後に警報発令のため試合は中止、第二試合も中止される。5日の午後3時40分、小暮のライトフライで大会は幕を閉じた。大会は阪神の主力選手を上位打線に並べた猛虎軍の圧勝に終り、若林が3勝1敗、呉が4勝を挙げた。
興行収入はごく僅かなものだったが、久しぶりにグラウンドに立った選手は充実した感情に満ちていた。選手はやせ細り十分なコンディションではなかったが、坪内は野球がやれるだけで楽しかったこと、中野はプロ野球の火を消すまいという心持で参加したことを
述懐している。試合の経過を記録していた伊藤利清は、観客も楽しんで試合を観戦し、戦時中とは思えない空気が流れていたことを記した。
試合終了後、田中義一は3月に再び集合することを約し、解散となった。3月14日の午前11時に「サヨナラ大会」開催のため集合するよう選手たちに伝達されたが、3月13日からの大阪大空襲によって試合の開催は中止された。

## 試合結果
- 1月1日（甲子園球場）
  - 猛虎軍：9 - 3：隼軍
  - 猛虎軍：8 - 3：隼軍
- 1月2日（阪急西宮球場）
  - 猛虎軍：12 - 3：隼軍
  - 猛虎軍：6  - 1：隼軍
- 1月3日（甲子園球場）
  - 第1試合：中止
  - 第2試合：中止
- 1月4日（阪急西宮球場）
  - 隼軍：3 - 2：猛虎軍
  - 猛虎軍：6 - 1：隼軍
- 1月5日（甲子園球場）
  - 猛虎軍：6 - 3：隼軍
  - 猛虎軍：9 - 2：隼軍